# Cyclosorus omeiensis
Cyclosorus omeiensis là một loài thực vật có mạch trong họ Thelypteridaceae. Loài này được (Baker) C.M. Kuo mô tả khoa học đầu tiên năm 2002.